# Campo dos Mártires da Pátria
O Campo dos Mártires da Pátria, correntemente conhecido pelo seu nome anterior de Campo de Santana, é uma praça da freguesia de Arroios em Lisboa. Ocupa a parte superior da encosta que separa os dois vales convergentes no centro da cidade, e que correspondem à Avenida da Liberdade e à Avenida Almirante Reis.
É um espaço carregado de história, situado na zona central de Lisboa, que serviu de matadouro no século XVI e que conheceu vários usos ao longo dos últimos dois séculos, como sejam uma praça de touros, de 1831 a 1889, a realização da Feira da Ladra, de 1835 a 1882 e, ainda um mercado de hortaliças, em meados do século XIX. 
Em 1795 foi inaugurado o Chafariz do Campo de Santana alimentado pela Galeria de Santana, uma das galerias de distribuição pela cidade da água proveniente do Aqueduto das Águas Livres. O chafariz foi mais tarde desmontado.
Em 1879, o antigo Campo de Santana passou a designar-se Campo dos Mártires da Pátria, em memória do enforcamento no local, no dia 18 de Outubro de 1817, dos onze companheiros de Gomes Freire de Andrade suspeitos de conspiração contra o general Beresford, presidente da Junta Governativa.
Atualmente é uma larga área ajardinada com cerca de 2,6 ha de área. A metade sul é ocupada pelo Jardim Braancamp Freire (Campo de Santana), tendo no extremo a estátua homenageando o Dr. Sousa Martins e o edifício da Faculdade de Ciências Médicas da Universidade Nova de Lisboa, que ocupa o local da antiga praça de touros.
O Campo dos Mártires da Pátria, em conjunto com as suas vizinhanças de interesse histórico, artístico ou pitoresco nas freguesias dos Anjos, Coração de Jesus, Pena e São José, foi classificado pelo Decreto n.º 2/96, de 6 de Março, do Ministério da Cultura, como imóvel de interesse público.

## Placa intermodal
O Campo dos Mártires da Pátria constitui um ponto nevrálgico na rede de transportes da Área Metropolitana de Lisboa, com serviços da Carris que permitem a ligação direta com alguns locais da cidade de Lisboa, assim como aos concelhos de Oeiras e Amadora.

### Carris
No Campo dos Mártires da Pátria fazem terminal as seguintes carreiras da Carris:
| Carreira              | Destino                             |
| --------------------- | ----------------------------------- |
| 52E Elevador do Lavra | Largo da Anunciada                  |
| 767                   | Reboleira (Metro), via Campo Grande |

O Campo dos Mártires da Pátria é também ponto de passagem das seguintes carreiras da Carris:
| Carreira    | Percurso                          |
| ----------- | --------------------------------- |
| 723         | Desterro ⇄ Algés, via Ajuda       |
| 730         | Picoas ⇄ Picheleira               |
| 760         | Gomes Freire ⇄ Cemitério da Ajuda |
| 760 NOTURNO | Gomes Freire ⇄ Cais do Sodré      |

## Galeria

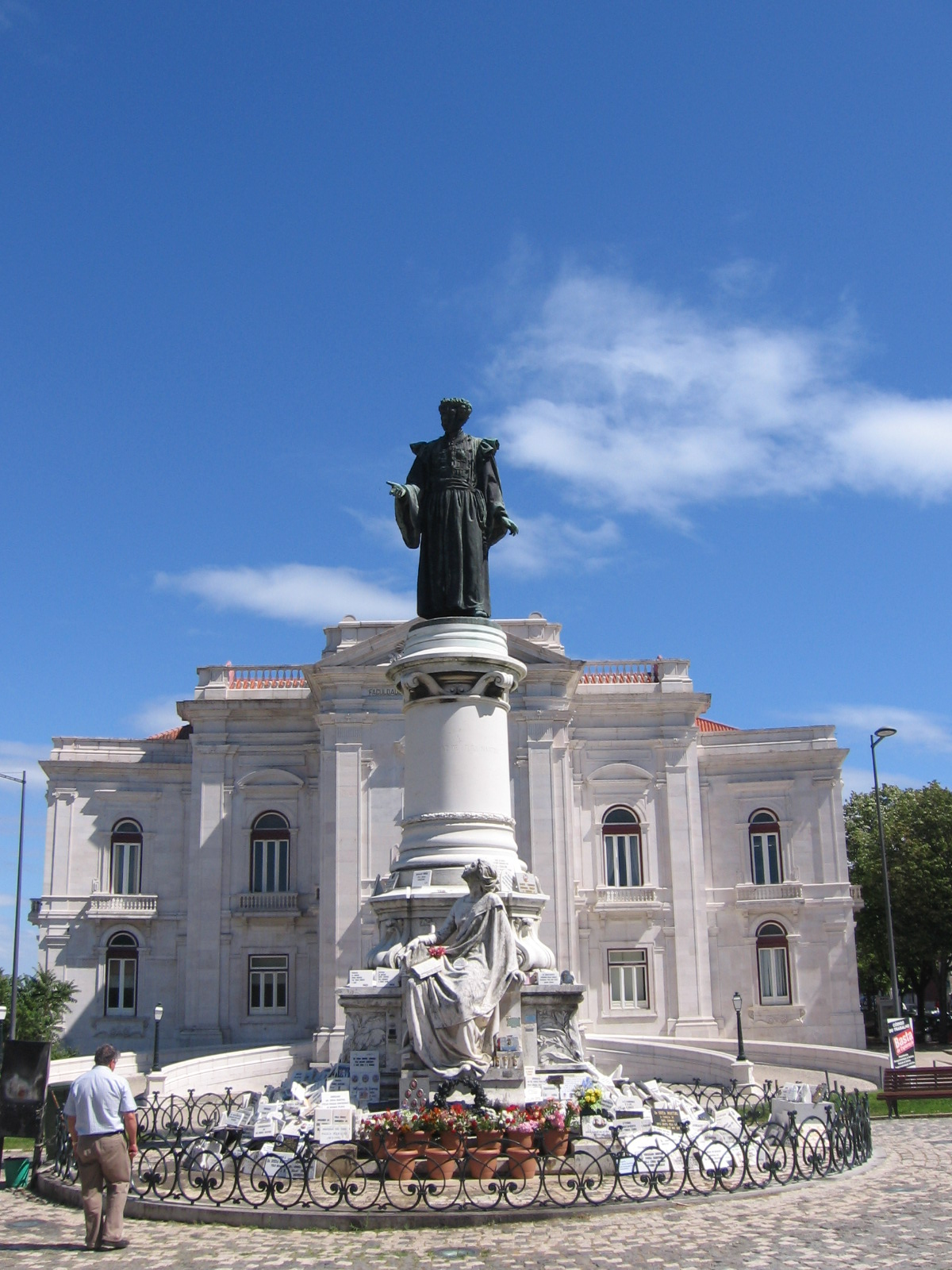
Estátua do Dr. Sousa Martins
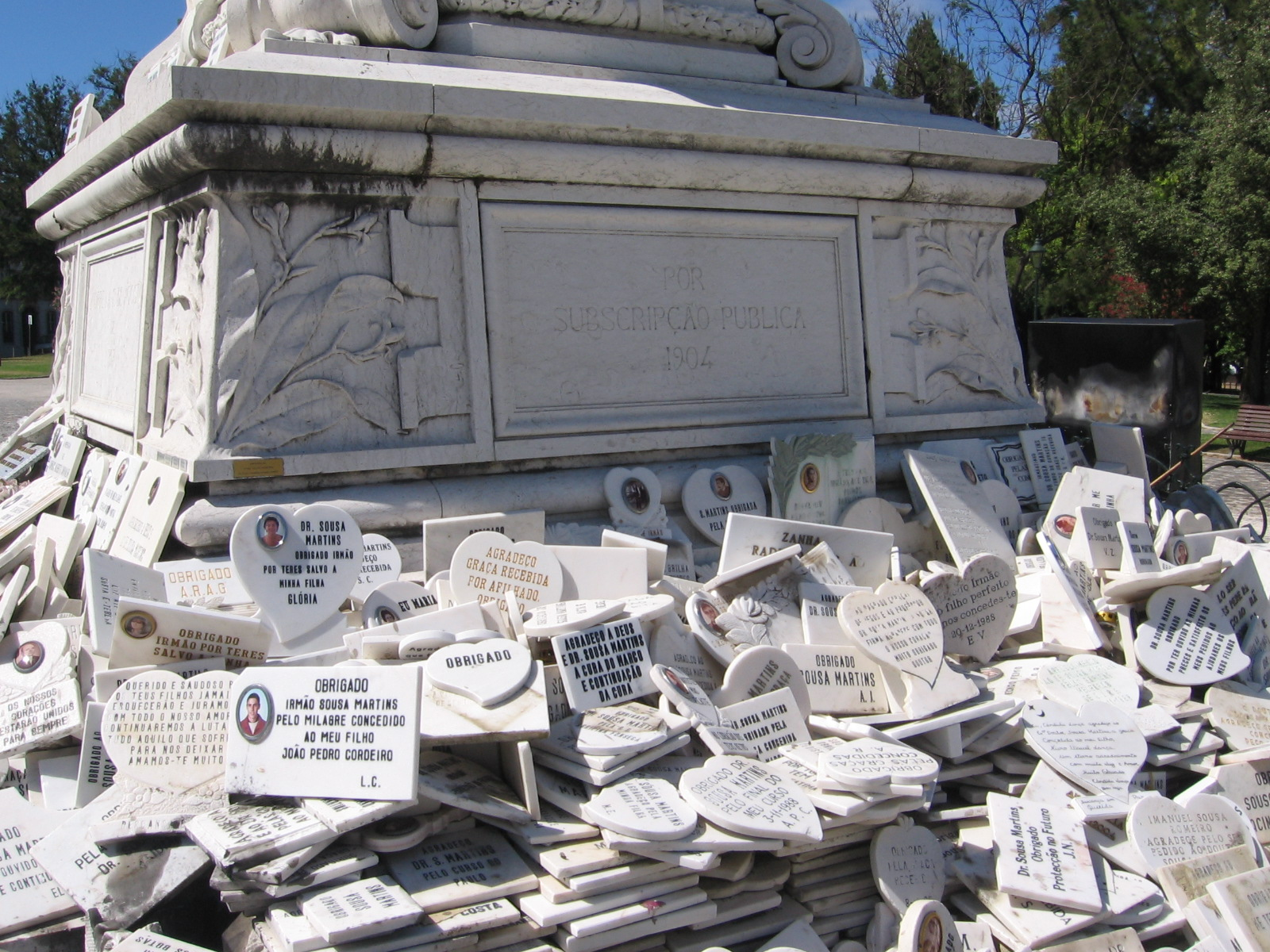
Ex-votos, junto da estátua